# Tronkenbij
De tronkenbij (Heriades truncorum) is een vliesvleugelig insect uit de familie Megachilidae. De wetenschappelijke naam van de soort is gepubliceerd in 1758 door Linnaeus in de tiende editie van Systema naturae

## Beschrijving
Tronkenbijen zijn overwegend kleine, zwarte dieren met lichte haarbandjes. Het cilindrische achterlichaam van het mannetje heeft kleine putjes. Het gezicht heeft een vuilwitte beharing. De vrouwtjes hebben gele verzamelharen aan de onderkant van hun achterlijf. Ze onderscheiden zich van de sterk gelijkende klokjesbijen door de verdikte rand aan de voorkant van het eerste achterlijf segment.

## Habitat
De tronkenbij nestelt in oude kevergangen in oud hout. Ook de rietstengels in rietdaken worden vaak als nestplaats gebruikt. Deze soort verkiest een binnendiameter van 2 tot 4 mm. Nestgangen van vorig jaar worden na reiniging opnieuw gebruikt. Het wandje tussen de twee cellen wordt gemaakt van hars. In de eindprop worden in de hars ook stukjes zandkorreltjes of blad verwerkt. De Tronkenbij overwintert als pop. Ze wordt onder meer geparasiteerd door de gewone tubebij (Stelis breviuscula) en de kleine knotswesp (Sapygina decemguttata).

## Foerageren
Tronkenbijen verzamelen stuifmeel door met het achterlijf bloemen te bekloppen. Het stuifmeel wordt vervoerd tussen de verzamelharen op de buik. Deze typische manier van verzamelen is een goed veldkenmerk.
Deze soort is oligolectisch, dat wil zeggen een stuifmeelspecialist, en verzamelt voornamelijk stuifmeel van gele composieten zoals Senecio-soorten. 

## Vliegtijd
Deze soort vliegt van eind mei tot begin september.

## Grootte
Vrouwtjes: 7-8 mm, mannetjes: 6-7 mm

## Verspreiding
Deze soort komt verspreid voor, vermoedelijk vooral in verstedelijkt gebied. Ze kan plaatselijk massaal voorkomen.